# 歌川勝秀
歌川 勝秀（うたがわ かつひで、生没年不詳）とは、江戸時代の浮世絵師。

## 来歴
歌川国勝の門人。歌川の画姓を称し作画期は文政の頃とされる。文政11年（1828年）建立の豊国先生瘞筆之碑に、「国勝社中」として「勝秀」の名があるが、その他の経歴や作については不明。